# 12가지 인생의 법칙

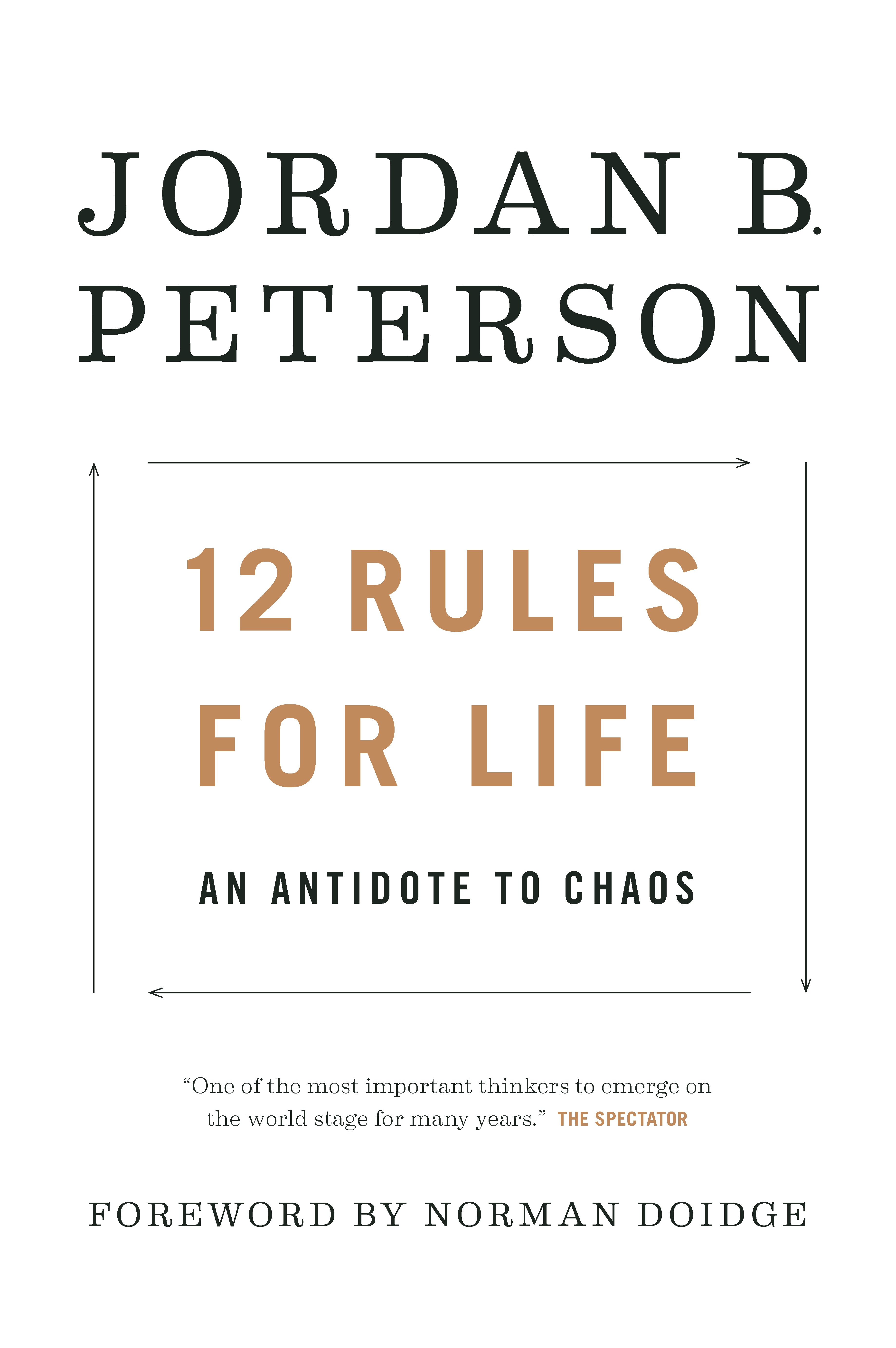

12가지 인생의 법칙 ( 12 Rules for Life: An Antidote to Chaos )은 2018년에 출간된 캐나다 출신 임상 심리학자이며 심리학 교수인 조던 피터슨이 지은 책이다.  내용은 윤리적 원칙들, 심리학, 심령학, 종교와 개인적 일화등에 대한 수필을 통한 충고로 이루어져 있다.  이 책은 캐나다, 미국, 영국에서 3백만부 이상이 팔린 베스트셀러이다.  피터슨은 세계를 다니며 순회강연을 하고 인터뷰를 하고 있다.

## 배경
피터슨이 이 책을 쓰게 된 배경은 '쿼라'에 적힌 질문들에 답하던 그가 "모두가 가장 중요하게 알아야 하는 것이 무엇인가"라는 질문에 답을 하면서 42가지 원칙을 가졌던 것이 발단이 되었다.  그는 이 답변이 다른 사람에 뿐만 아니라, 자신에게도 해당한다고 답하였다.

## 12가지 원칙
1. 당신의 어깨를 쭉 펴고 일어나라.
2. 당신자신을 도우는 데 책임이 있는 사람으로 취급하라.
3. 당신으로부터 최선을 원하는 사람들과 친구를 사귀라.
4. 오늘의 다른 사람이 아닌, 어제의 당신 자신과 지금의 당신을 비교하라.
5. 당신의 자녀가 당신이 그들을 싫어지게 만드는 일을 하지 않도록 하라.
6. 세상을 비판하기 전에 당신의 집을 완벽하게 만들라.
7. 의미있는 것을 추구하라. ( 쉽고 간편한 것이 아닌 )
8. 진실을 말하라, 그렇지 않다면, 적어도 거짓말은 하지 마라.
9. 당신은 경청하는 사람이 당신이 모르는 것을 알고 있다고 가정하라.
10. 당신의 말에 정확성을 가져라.
11. 당신의 자녀가 스케이트를 탈 때 괴롭히지 마라.
12. 당신이 길거리에서 고양이를 만나면, 쓰다듬어 주어라.